# Csongmjo-szentély
A Csongmjo-szentély (hangul: 종묘, handzsa: 宗廟, RR: Jongmyo) konfuciánus szentély Dél-Koreában, melyet az I-dinasztia őseinek tiszteletére hozott létre Thedzso (Taejo) király 1394-ben. 1995-ben az UNESCO a Világörökség részévé nyilvánította. 2001-ben a Csongmjo cserje (Jongmyo jerye) rituálé az UNESCO szellemi örökségi listájára is felkerült. A szentély keletre található a Kjongbokkung (Gyeongbokgung) palotától.

## Története
Csoszon királyságának létrehozása után Thedzso (Taejo) Keszong (Gaesong)ból Hanjang (Hanyang)ba helyezte át a székhelyét, ekkor kezdték el a szentélyt is építeni. 1592-ben a japán invázió porig égette, helyreállítása 1608-ban fejeződött be.
Az ősök szelleme előtti tisztelgés rítusát (Csongmjo cserje (Jongmyo jerye), 종묘제례) 1462 óta változatlan formában tartják meg a szentélyben, jellegzetes zenével és tánccal kísérve. A Csongmjo cserje 2008-től szerepel az UNESCO szellemi örökség reprezentatív listáján

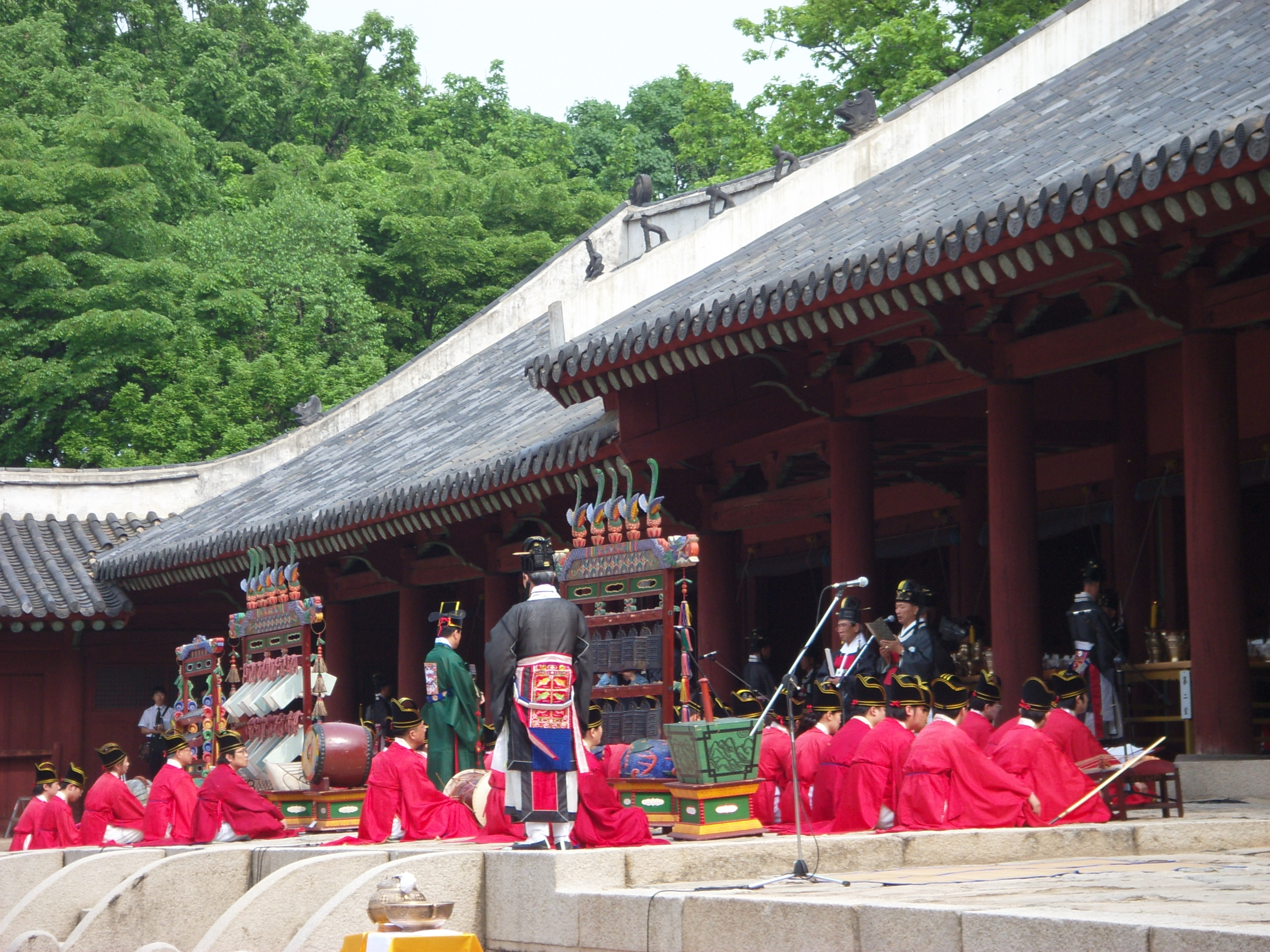
Csongmjo cserjeak (종묘제례악, Jongmyo jeryeak), rituális zene- és táncelőadás az ősök tiszteletére